# لوئی ویلیکه
لوئی ویلیکه (فرانسوی: Louis Williquet‎; ۱ ژانویهٔ ۱۸۹۰ – تاریخ ورودی نامعتبر است) وزنه‌بردار اهل بلژیک بود.